# Männer-Handballnationalmannschaft der DDR
Die Männer-Handballnationalmannschaft der DDR vertrat die Deutsche Demokratische Republik (DDR) bei Länderspielen und internationalen Turnieren.
Die DDR-Mannschaft zählte zu den erfolgreichsten Handballteams der Welt. Zu ihren Erfolgen zählen zwei Vizeweltmeisterschaften sowie ein Sieg bei Olympischen Spielen.
Die Mannschaft des Deutschen Handballverbandes der DDR trat von der Weltmeisterschaft (WM) 1954 bis zur WM 1961 mit dem Team des Deutschen Handballbundes der BRD jeweils in einer gemeinsamen Mannschaft an. Zu den Erfolgen als gesamtdeutsche Mannschaft zählt eine Weltmeisterschaft.

## Teilnahme an Meisterschaften

### Weltmeisterschaft (WM) in der Halle
Die Mannschaft des Deutschen Handballverbandes nahm zehnmal an Handball-Weltmeisterschaften im Hallenhandball teil, bei zwei Teilnahmen in einer gemeinsamen Mannschaft mit Spielern des Deutschen Handballbundes.
| Veranstaltung | Platz    | Trainer         | Bemerkung                                                      | Spieler |
| ------------- | -------- | --------------- | -------------------------------------------------------------- | --- |
| WM 1958       | 3.       | Seiler, Heinz   | gemeinsame Mannschaft mit dem DHB, Trainer des DHB Werner Vick | Hans Beier, Jürgen Hinrichs (DHB), Fredi Pankonin – Adolf Giele (DHB), Harald Gleinig, Günter Herzog, Rudi Hirsch, Horst Käsler (DHB), Peter Kretzschmar, Klaus-Dieter Matz, Otto Maychrzak (DHB), Günter Mundt, Wolfgang Niescher, Hinrich Schwenker (DHB), Paul Tiedemann, Edwin Vollmer (DHB) |
| WM 1961       | 4.       | Seiler, Heinz   | gemeinsame Mannschaft mit dem DHB, Trainer des DHB Werner Vick | Hans Beier, Jürgen Hinrichs (DHB) – Adolf Giele (DHB), Hermann Graf, Gerhard Grill (DHB), Hans Haberhauffe, Rudi Hirsch, Peter Kretzschmar, Bernd Mühleisen (DHB), Wolfgang Niescher, Waldemar Pappusch, Klaus Saß, Hinrich Schwenker (DHB), Hartmut Stubbe, Paul Tiedemann, Edwin Vollmer (DHB) |
| WM 1964       | Vorrunde | Seiler, Heinz   |                                                                | Hans Beier, Reiner Frieske, Klaus Prüsse – Klaus Hebler, Rudi Hirsch, Otto Hölke, Erwin Kaldarasch, Klaus Langhoff, Reiner Leonhardt, Klaus-Dieter Matz, Klaus Müller, Horst Pahlitzsch, Waldemar Pappusch, Klaus Petzold, Paul Tiedemann, Harry Zörnack                                         |
| WM 1967       | Vorrunde | Seiler, Heinz   |                                                                | Bodo Fischer, Klaus Franke, Reiner Frieske – Hans-Jürgen Eichhorn, Reiner Ganschow, Gerhard Gernhöfer, Peter Kertzscher, Klaus Langhoff, Klaus Müller, Klaus Petzold, Peter Randt, Karlheinz Rost, Werner Senger, Paul Tiedemann, Rainer Zimmermann, Harry Zörnack                               |
| WM 1970       | 2.       | Seiler, Heinz   |                                                                | Klaus Franke, Reiner Frieske, Klaus Prüsse – Reiner Ganschow, Gerhard Gernhöfer, Horst Jankhöfer, Wolfgang Lakenmacher, Klaus Langhoff, Wolf-Dietrich Neiling, Klaus Petzold, Peter Randt, Josef Rose, Karlheinz Rost, Werner Senger, Rainer Zimmermann, Harry Zörnack                           |
| WM 1974       | 2.       | Seiler, Heinz   |                                                                | Wieland Schmidt, Siegfried Voigt, Klaus Weiß – Wolfgang Böhme, Lothar Doering, Hans Engel, Reiner Ganschow, Jürgen Hildebrand, Axel Kählert, Eberhard Krahl, Wolfgang Lakenmacher, Joachim Pietzsch, Josef Rose, Jürgen Rost, Peter Rost, Dietmar Schmidt                                        |
| WM 1978       | 3.       | Tiedemann, Paul |                                                                | Jörg Paulick, Wieland Schmidt, Siegfried Voigt – Wolfgang Böhme, Günter Dreibrodt, Hans Engel, Ernst Gerlach, Klaus Gruner, Jürgen Hildebrand, Rainer Höft, Hartmut Krüger, Dietmar Schmidt, Reinhard Schütte, Frank-Michael Wahl, Ingolf Wiegert, Helmut Wilk                                   |
| WM 1982       | 6.       | Tiedemann, Paul |                                                                | Peter Hofmann, Jürgen Rohde, Wieland Schmidt – Lothar Doering, Günter Dreibrodt, Rainer Höft, Hartmut Krüger, Norbert Nowak, Andreas Pester, Peter Pysall, Peter Rost, Udo Rothe, Dietmar Schmidt, Frank-Michael Wahl, Ingolf Wiegert, Helmut Wilk                                               |
| WM 1986       | 3.       | Tiedemann, Paul |                                                                | Peter Hofmann, Gunar Schimrock, Wieland Schmidt – Heiko Bonath, Rüdiger Borchardt, Stephan Hauck, Andreas Köckeritz, Hartmut Krüger, Peter Pysall, Dirk Schnell, Klaus-Dieter Schulz, Frank-Michael Wahl, Ingolf Wiegert, Holger Winselmann, Thomas Zeise                                        |
| WM 1990       | 8.       | Langhoff, Klaus |                                                                | Lutz Grosser, Peter Hofmann, Jens Kürbis – Jean Baruth, Heiko Bonath, Rüdiger Borchardt, Mike Fuhrig, Matthias Hahn, Stephan Hauck, Bernd Metzke, Jürgen Querengässer, Holger Schneider, Heiko Triepel, Frank-Michael Wahl, Holger Winselmann                                                    |

### Weltmeisterschaft auf dem Feld
Die Mannschaft des Deutschen Handballverbandes nahm dreimal an Handball-Weltmeisterschaften im Feldhandball teil, bei einer Teilnahme in einer gemeinsamen Mannschaft mit Spielern des Deutschen Handballbundes.
| Veranstaltung | Platz | Trainer       | Bemerkung                                                      | Spieler |
| ------------- | ----- | ------------- | -------------------------------------------------------------- | --- |
| WM 1959       | 1.    | Seiler, Heinz | gemeinsame Mannschaft mit dem DHB, Trainer des DHB Werner Vick | Dieter Nau, Heinz Sesselmann – Peter Baronsky, Hans Haberhauffe, Rudi Hirsch, Hans Leitz, Klaus-Dieter Matz, Wolfgang Niescher, Waldemar Pappusch, Erwin Porzner, Hans Ruff, Hinrich Schwenker (DHB), Paul Schwope, Hans-Gert Stein, Werner Tiemann, Hans-Jürgen Wende |
| WM 1963       | 1.    | Seiler, Heinz |                                                                | Klaus Prüsse, Hans-Dieter Weide – Dieter Bernhardt, Hans Haberhauffe, Klaus Hebler, Rudi Hirsch, Peter Kretzschmar, Klaus Langhoff, Herbert Liedtke, Klaus-Dieter Matz, Klaus Müller, Waldemar Pappusch, Klaus Petzold, Werner Senger, Paul Tiedemann, Siegfried Warm  |
| WM 1966       | 2.    | Seiler, Heinz |                                                                | Klaus Prüsse, Klaus Weiß – Dieter Bernhardt, Reiner Ganschow, Rudi Hirsch, Klaus Langhoff, Herbert Liedtke, Klaus Müller, Klaus Petzold, Karlheinz Rost, Werner Senger, Paul Tiedemann, Siegfried Warm, Hans-Dieter Wöhler, Günter Zeitler                             |

### Olympische Spiele in der Halle
Die Mannschaft des Deutschen Handballverbandes nahm dreimal am Handballwettbewerb der Olympischen Sommerspiele teil.
| Veranstaltung | Platz | Trainer         | Bemerkung | Spieler |
| ------------- | ----- | --------------- | --------- | --- |
| Olympia 1972  | 4.    | Seiler, Heinz   |           | Reiner Frieske, Siegfried Voigt, Klaus Weiß – Wolfgang Böhme, Reiner Ganschow, Jürgen Hildebrand, Horst Jankhöfer, Wolfgang Lakenmacher, Klaus Langhoff, Peter Larisch, Peter Randt, Udo Röhrig, Josef Rose, Rainer Würdig, Rainer Zimmermann, Harry Zörnack |
| Olympia 1980  | 1.    | Tiedemann, Paul |           | Wieland Schmidt, Siegfried Voigt – Hans-Georg Beyer, Lothar Doering, Günter Dreibrodt, Ernst Gerlach, Klaus Gruner, Rainer Höft, Hans-Georg Jaunich, Hartmut Krüger, Peter Rost, Dietmar Schmidt, Frank-Michael Wahl, Ingolf Wiegert                         |
| Olympia 1988  | 7.    | Tiedemann, Paul |           | Peter Hofmann, Wieland Schmidt – Rüdiger Borchardt, Jens Fiedler, Mike Fuhrig, Matthias Hahn, Stephan Hauck, Bernd Metzke, Andreas Neitzel, Peter Pysall, Holger Schneider, Frank-Michael Wahl, Holger Winselmann                                            |

### Wettkämpfe der Freundschaft
Im Jahr 1984 wurden die Wettkämpfe der Freundschaft ausgetragen, an denen die die Olympischen Spiele 1984 boykottierenden Länder vornehmlich des Ostblocks teilnahmen. Die Handballwettkämpfe fanden in der DDR statt.
| Veranstaltung               | Platz | Trainer         | Spieler |
| --------------------------- | ----- | --------------- | --- |
| Wettkämpfe der Freundschaft | 1.    | Tiedemann, Paul | Lutz Grosser, Peter Hofmann, Wieland Schmidt – Heiko Bonath, Rüdiger Borchardt, Günter Dreibrodt, Stephan Hauck, Hartmut Krüger, Peter Pysall, Peter Rost, Udo Rothe, Dietmar Schmidt, Frank-Michael Wahl, Ingolf Wiegert, Holger Winselmann |

### Ostseepokal
Die Mannschaft des Deutschen Handballverbandes nahm auch am Ostseepokal, dem inoffiziellen Vorläufer der Europameisterschaften, teil. Sie gewann den Wettbewerb achtmal; viermal wurde der 2. Platz und dreimal der 3. Platz erkämpft. Damit war die DDR-Mannschaft die beste in der Geschichte dieser von 1968 bis 1989 ausgetragenen Wettkämpfe in der Halle.
| Veranstaltung    | Platz | Trainer               | Ort                        | Spieler |
| ---------------- | ----- | --------------------- | -------------------------- | --- |
| Ostseepokal 1968 | 4.    | Seiler, Heinz         | Polen                      | ? |
| Ostseepokal 1969 | 1.    | Seiler, Heinz         | Schweden                   | Klaus Franke, Reiner Frieske – Reiner Ganschow, Gerhard Gernhöfer, Wolfgang Lakenmacher, Klaus Langhoff, Klaus Petzold, Josef Rose, Karlheinz Rost, Werner Senger, Rainer Zimmermann, Harry Zörnack                                                         |
| Ostseepokal 1970 | 1.    | Seiler, Heinz         | DDR                        | Reiner Frieske, Siegfried Voigt – Wolfgang Böhme, Reiner Ganschow, Gerhard Gernhöfer, Jürgen Hildebrand, Horst Jankhöfer, Wolfgang Lakenmacher, Klaus Langhoff, Wolf-Dietrich Neiling, Günter Ostarek, Peter Randt, Karlheinz Rost, Rainer Zimmermann       |
| Ostseepokal 1971 | 1.    | Seiler, Heinz         | Dänemark                   | Reiner Frieske, Klaus Weiß – Reiner Ganschow, Gerhard Gernhöfer, Jürgen Hildebrand, Wolfgang Lakenmacher, Klaus Langhoff, Peter Randt, Josef Rose, Karlheinz Rost, Rainer Würdig, Rainer Zimmermann, Harry Zörnack                                          |
| Ostseepokal 1972 | 3.    | Seiler, Heinz         | Sowjetunion                | Siegfried Voigt, Klaus Weiß – Wolfgang Böhme, Reiner Ganschow, Jürgen Hildebrand, Wolfgang Lakenmacher, Klaus Langhoff, Wolf-Dietrich Neiling, Peter Randt, Udo Röhrig, Josef Rose, Karlheinz Rost, Rainer Würdig, Harry Zörnack                            |
| Ostseepokal 1973 | 2.    | i. V. Tiedemann, Paul | Bundesrepublik Deutschland | Siegfried Voigt, Klaus Weiß – Wolfgang Böhme, Lothar Doering, Hans Engel, Reiner Ganschow, Jürgen Hildebrand, Axel Kählert, Wolfgang Lakenmacher, Joachim Pietzsch, Josef Rose, Peter Rost, Dietmar Schmidt                                                 |
| Ostseepokal 1974 | 1.    | Seiler, Heinz         | Polen                      | Wolfgang Pötzsch, Siegfried Voigt, Klaus Weiß – Wolfgang Böhme, Günter Dreibrodt, Hans Engel, Reiner Ganschow, Klaus Gruner, Jürgen Hildebrand, Axel Kählert, Wolfgang Lakenmacher, Dieter Lenz, Joachim Pietzsch, Jürgen Rost, Peter Rost, Dietmar Schmidt |
| Ostseepokal 1976 | 2.    | Seiler, Heinz         | Schweden                   | Wieland Schmidt, Siegfried Voigt, Klaus Weiß – Wolfgang Böhme, Hans Engel, Reiner Ganschow, Jürgen Hildebrand, Rainer Höft, Axel Kählert, Wolfgang Lakenmacher, Dieter Lenz, Joachim Pietzsch, Jürgen Rost, Peter Rost, Dietmar Schmidt                     |
| Ostseepokal 1977 | 1.    | Tiedemann, Paul       | DDR                        | Jörg Paulick, Wieland Schmidt, Siegfried Voigt – Wolfgang Böhme, Günter Dreibrodt, Hans Engel, Klaus Gruner, Jürgen Hildebrand, Rainer Höft, Hartmut Krüger, Peter Rost, Dietmar Schmidt, Reinhard Schütte, Walter Smuch, Frank-Michael Wahl                |
| Ostseepokal 1979 | 1.    | Tiedemann, Paul       | Dänemark                   | Wieland Schmidt, Siegfried Voigt – Hans-Georg Beyer, Wolfgang Böhme, Günter Dreibrodt, Klaus Gruner, Rainer Höft, Hartmut Krüger, Peter Rost, Dietmar Schmidt, Reinhard Schütte, Frank-Michael Wahl, Ingolf Wiegert                                         |
| Ostseepokal 1980 | 2.    | Tiedemann, Paul       | Bundesrepublik Deutschland | Wieland Schmidt, Siegfried Voigt – Hans-Georg Beyer, Wolfgang Böhme, Lothar Doering, Günter Dreibrodt, Ernst Gerlach, Klaus Gruner, Rainer Höft, Hartmut Krüger, Peter Rost, Dietmar Schmidt, Frank-Michael Wahl, Ingolf Wiegert                            |
| Ostseepokal 1981 | 1.    | Tiedemann, Paul       | Sowjetunion                | Wieland Schmidt, Jürgen Rohde – Lothar Doering, Günter Dreibrodt, Hans-Georg Jaunich, Hartmut Krüger, Andreas Pester, Peter Rost, Udo Rothe, Wolfgang Schmid, Dietmar Schmidt, Frank-Michael Wahl, Ingolf Wiegert, Helmut Wilk                              |
| Ostseepokal 1985 | 3.    | Tiedemann, Paul       | Polen                      | Lutz Grosser, Peter Hofmann, Gunar Schimrock – Rüdiger Borchardt, Udo Dreyer, Stephan Hauck, Holger Langhoff, Andreas Nagora, Andreas Neitzel, Peter Pysall, Udo Rothe, Dirk Schnell, Frank-Michael Wahl, Ingolf Wiegert, Holger Winselmann                 |
| Ostseepokal 1986 | 1.    | Tiedemann, Paul       | Dänemark                   | Peter Hofmann, Wieland Schmidt – Heiko Bonath, Rüdiger Borchardt, Mike Fuhrig, Stephan Hauck, Andreas Köckeritz, Andreas Nagora, Peter Pysall, Dirk Schnell, Klaus-Dieter Schulz, Frank-Michael Wahl, Ingolf Wiegert, Holger Winselmann                     |
| Ostseepokal 1987 | 2.    | Tiedemann, Paul       | DDR                        | Peter Hofmann, Gunar Schimrock, Wieland Schmidt – Ralf Bausch, Rüdiger Borchardt, Udo Dreyer, Mike Fuhrig, Stephan Hauck, Holger Langhoff, Andreas Nagora, Peter Pysall, Dirk Schnell, Tilo Strauch, Frank-Michael Wahl, Ingolf Wiegert                     |
| Ostseepokal 1989 | 3.    | Langhoff, Klaus       | Bundesrepublik Deutschland | Lutz Grosser, Uwe Kern, Gunar Schimrock – Rüdiger Borchardt, Jens Fiedler, Mike Fuhrig, Matthias Hahn, Maik Handschke, Stephan Hauck, Stephan Lache, Holger Langhoff, Bernd Metzke, Jürgen Querengässer, Jörg Sonnefeld, Andreas Tam, Holger Winselmann     |

### World Cup
Bei dem seit 1971 in Schweden ausgetragenen World Cup belegte die Mannschaft 1988 den 2. Platz.
| Veranstaltung  | Platz | Trainer         | Spieler |
| -------------- | ----- | --------------- | --- |
| World Cup 1971 | 6.    | Seiler, Heinz   | Reiner Frieske, Klaus Weiß – Heinz Flacke, Reiner Ganschow, Gerhard Gernhöfer, Jürgen Hildebrand, Wolfgang Lakenmacher, Klaus Langhoff, Josef Rose, Karlheinz Rost, Peter Rost, Rainer Würdig, Rainer Zimmermann, Harry Zörnack |
| World Cup 1974 | 3.    | Seiler, Heinz   | Wolfgang Pötzsch, Siegfried Voigt, Klaus Weiß – Wolfgang Böhme, Hans Engel, Reiner Ganschow, Jürgen Hildebrand, Rainer Höft, Axel Kählert, Wolfgang Lakenmacher, Joachim Pietzsch, Jürgen Rost, Peter Rost, Dietmar Schmidt     |
| World Cup 1979 | 3.    | Tiedemann, Paul | Wieland Schmidt, Siegfried Voigt – Hans-Georg Beyer, Wolfgang Böhme, Lothar Doering, Günter Dreibrodt, Hans Engel, Ernst Gerlach, Klaus Gruner, Rainer Höft, Hartmut Krüger, Peter Rost, Frank-Michael Wahl, Ingolf Wiegert     |
| World Cup 1984 | 6.    | Tiedemann, Paul | Peter Hofmann, Wieland Schmidt – Heiko Bonath, Günter Dreibrodt, Stephan Hauck, Hartmut Krüger, Peter Pysall, Peter Rost, Udo Rothe, Dietmar Schmidt, Dirk Schnell, Klaus-Dieter Schulz, Ingolf Wiegert, Holger Winselmann      |
| World Cup 1988 | 2.    | Tiedemann, Paul | Peter Hofmann, Wieland Schmidt – Ralf Bausch, Rüdiger Borchardt, Mike Fuhrig, Stephan Hauck, Bernd Metzke, Andreas Neitzel, Olaf Pleitz, Peter Pysall, Dirk Schnell, Ingolf Wiegert, Holger Winselmann                          |

### Supercup
Beim seit 1979 alle zwei Jahre in der Bundesrepublik Deutschland ausgetragenen Supercup wurden folgende Platzierungen erreicht:
| Veranstaltung | Platz | Trainer         | Spieler |
| ------------- | ----- | --------------- | --- |
| Supercup 1983 | 7.    | Tiedemann, Paul | Lutz Grosser, Peter Hofmann, Wieland Schmidt – Heiko Bonath, Günter Dreibrodt, Stephan Hauck, Hartmut Krüger, Holger Langhoff, Andreas Pester, Peter Pysall, Udo Rothe, Dietmar Schmidt, Dirk Schnell, Frank-Michael Wahl, Ingolf Wiegert                        |
| Supercup 1985 | 2.    | Tiedemann, Paul | Peter Hofmann, Wieland Schmidt – Heiko Bonath, Rüdiger Borchardt, Stephan Hauck, Frank Mühlner, Andreas Nagora, Peter Pysall, Dirk Schnell, Frank-Michael Wahl, Ingolf Wiegert, Holger Winselmann, Thomas Zeise                                                  |
| Supercup 1987 | 3.    | Tiedemann, Paul | Peter Hofmann, Gunar Schimrock, Wieland Schmidt – Ralf Bausch, Rüdiger Borchardt, Mike Fuhrig, Stephan Hauck, Andreas Neitzel, Olaf Pleitz, Peter Pysall, Georg Rothenburger, Holger Schneider, Frank-Michael Wahl, Ingolf Wiegert, Holger Winselmann            |
| Supercup 1989 | 2.    | Langhoff, Klaus | Lutz Grosser, Jens Kürbis, Gunar Schimrock – Jean Baruth, Rüdiger Borchardt, Mike Fuhrig, Matthias Hahn, Maik Handschke, Stephan Hauck, Bernd Metzke, Jürgen Querengässer, Holger Schneider, Rüdiger Traub, Heiko Triepel, Frank-Michael Wahl, Holger Winselmann |

## Weitere Nationalspieler (Auswahl)
In der Liste werden Nationalspieler aufgeführt, die nicht in den obigen Wettkampfkadern aufgeführt sind.
- Werner Aßmann
- Helmut Kosmehl
- Carsten Ohle
- Paul-Friedrich Reder
- Mario Wille

## Verantwortliche Auswahltrainer
- Heinz Seiler (1953 – Mai 1976)
- Paul Tiedemann (Mai 1976 – 31. Dezember 1988)
- Klaus Langhoff (1. Januar 1989 – 22. November 1990)